# Живко Господинов
Живко Господинов (болг. Живко Господинов, 6 вересня 1957 — 4 травня 2015, Варна) — болгарський футболіст, що грав на позиції нападника.
Виступав, зокрема, за клуб «Спартак» (Варна), а також національну збірну Болгарії, у складі якої був учасником чемпіонату світу 1986 року.

## Клубна кар'єра
Вихованець клубу «Спартак» (Варна). Дебютував за першу команду у сезоні 1974/75. Після трьох років у «Спартаку», в яких він зіграв лише 10 ігор в чемпіонаті і забив один гол, у 1977 році перейшов до «Ватева» (Белослав). Там він провів один сезон у групі Б, будучи основним гравцем, і повернувся до рідного клубу, який теж вже виступав у другому дивізіоні.
Після повернення в «Спартак» Господинов зарекомендував себе як основний гравець, а згодом став одним з найвидатніших гравців у клубній історії Варни. Всього він зіграв за команду 155 матчів із 41 голом у групі А, а також 151 матч із 60 голами у другому дивізіоні. З командою він вийшов у фінал Кубка Радянської Армії в 1983 році, а також рік по тому здобув бронзові медалі чемпіонату Болгарії. Також він провів 4 матчі за клуб у Кубку володарів кубків у сезоні 1983/84, зігравши в тому числі в обох пам'ятних матчах «Спартака» з англійським грандом «Манчестер Юнайтед» (1:2, 0:2).
Восени 1987 року Господинов недовго пограв за «Спартак» (Плевен), за який провів 13 ігор з 5 голами у групі А, після чого повернувся в рідний клуб. Пізніше він зіграв півтора сезону за португальський «Фафе», а потім знову став гравцем «Спартака» (Варна), провівши у його складі сезон 1990/91.
Завершив ігрову кар'єру у командах «Черно море» та «Бероє», за які виступав протягом сезону 1991/92 років.

## Виступи за збірну
12 жовтня 1982 року дебютував в офіційних матчах у складі національної збірної Болгарії у товариському матчі проти Румунії (2:1) у Бухаресті.
У складі збірної був учасником чемпіонату світу 1986 року у Мексиці, де зіграв трьох матчах, а його команда дійшла до 1/8 фіналу.
Після «мундіалю» за збірну більше не грав. Загалом протягом кар'єри у національній команді, яка тривала 4 роки, провів у її формі 30 матчів, забивши 2 голи.

## Смерть
У 2014 році у Господинова діагностували рак легенів та голови, через що футболіст проходив лікування в Болгарії та Туреччині, але 4 травня 2015 року він помер у своєму будинку у місті Варна у Варні на 58-му році життя.